# Outi (nom)
Pour les articles homonymes, voir Outi.
Outi est un prénom féminin finnois, originaire de Carélie et de Finlande orientale, signifiant celle qui a de bonnes intentions. Ce prénom peut désigner:

## Prénom
- Outi Alanko-Kahiluoto (en) (née en 1966), femme politique finlandaise
- Outi Alanne (née en 1967), écrivaine finlandaise
- Outi Borgenström-Anjala (en) (née en 1956), compétitrice finlandaise en course d'orientation
- Outi Kettunen (née en 1978), biathlète finlandaise
- Outi Mäenpää (née en 1962), actrice finlandaise
- Outi Ojala (1946-2017), femme politique finlandaise